# Cowichan—Malahat—Langford
Pour les articles homonymes, voir Langford.
Circonscription électorale fédérale du Canada
Cowichan—Malahat—Langford est une circonscription électorale fédérale de la Colombie-Britannique (Canada) située sur l'île de Vancouver. Elle est créée lors du redécoupage électoral de 2012 et représentée pour la première fois lors des élections générales de 2015.
Elle comprend:
- Une partie du district régional de Cowichan Valley incluant la ville de Duncan, la ville de Lake Cowichan, la municipalité de district de North Cowichan et les réserves indiennes de Cowichan et de Penelakut
- Une partie du district régional de la Capitale incluant la municipalité de district de Highlands et la ville de Langford[4]

Les circonscriptions limitrophes sont
- au nord : Nanaimo—Ladysmith
- à l'est : Saanich—Gulf Islands
- au sud : Esquimalt—Saanich—Sooke
- à l'ouest : Courtenay—Alberni[5].

## Historique
Lors du redécoupage électoral de 2022, la circonscription est peu modifiée, ne cédant que la communauté de River Jordan à la circonscription voisine d'Esquimalt—Saanich—Sooke.

## Députés
| Législature                                                                  | Années        | Député | Député             | Parti         |
| ---------------------------------------------------------------------------- | ------------- | ------ | ------------------ | ------------- |
| Cowichan—Malahat—Langford issue d'Esquimalt—Juan de Fuca et Nanaimo—Cowichan |               |        |                    |               |
| 42e                                                                          | 2015–2019     |        | Alistair MacGregor | Néo-démocrate |
| 43e                                                                          | 2019–2021     |        | Alistair MacGregor | Néo-démocrate |
| 44e                                                                          | 2021–2025     |        | Alistair MacGregor | Néo-démocrate |
| 45e                                                                          | 2025–en cours |        | Jeff Kibble        | Conservateur  |

## Résultats électoraux
Modèle:Élection générale canadienne de 2025 — Cowichan—Malahat—Langford
|       | Candidat                 | Parti              | # de voix | % des voix |
|       | Martin Barker            | Conservateur       | +14 091,  | 22,81 %    |
|       | Luke Krayenhoff          | Libéral            | +14 685,  | 23,77 %    |
|       | Alistair MacGregor       | NPD                | +22 200,  | 35,94 %    |
|       | Fran Hunt Jinnouchi      | Vert               | +10 462,  | 16,93 %    |
|       | Alastair Haythornthwaite | Marxiste-léniniste | +00340,   | 0,55 %     |
| Total | Total                    | Total              | 61 778    | 100 %      |